# エモビ
エモビ（英: eMoBi Co., Ltd.）は、日本の電気自動車製造会社で、三輪車などの製造の他、リース・レンタカー事業を行っている。正式商号は株式会社eMoBi。
本社は東京都港区に置かれ、製造拠点は車体、バッテリー、コンポーネントなど中国/日本/台湾となっている。売上は、日本でのレンタカー事業が主。
全国の観光地における目的地間の移動の利便向上にむけて、電動トゥクトゥクのレンタルサービスを進める。
2020年12月に、当時20歳の大学生だった石川達基、後藤詩門、日高将景の3名で学生起業。

## 沿革
- 2020年12月 - 石川達基、後藤詩門、日高将景の3名で、株式会社eMoBiを共同創業。
- 2021年5月 - テストモデルの車両を5台、日本に輸入。
- 2021年8月 - 千葉県南房総市、長崎県壱岐市で、レンタルサービスを開始。
- 2023年2月 - プレシードラウンドで、4000万円の資金調達。
- 2023年3月 - 自社として初の直営店「エモビ 鎌倉」をオープン[3]。
- 2023年8月 - リース&エクイティで1億円の資金調達。営業所が、全国で10箇所に。
- 2023年11月 - ジャパンモビリティショーに初出展。
- 2024年5月 - 法政大学と連携して、JR東日本の駅と大学間の実証実験[4]。

## 車種
電動トライク
- PACO

## 展開地区
ホームページより（2024年8月現在）
- 関東 -鎌倉、東京（港区）、奥多摩、秋葉原、
- 東海 - 犬山
- 中国・四国 - 小豆島・長門
- 九州 - 福岡大名、能古島、壱岐
- 沖縄（本島） - 読谷、恩納村、宜野湾、那覇市
- 沖縄（離島） - 宮古島、久米島、与論島、阿嘉島、石垣島